# L'home ronyó
L'home ronyó és una pel·lícula espanyola dramàtica dirigida per Raül Contel i Ferreres, que fou rodada entre 1982 i 1983 però no es va poder estrenar comercialment fins al 1985. Mostra com la dependència d'un home vers una màquina, que d'antuvi seria un problema personal, es projecta com a problema social. Fou rodada en català i comercialitzada en castellà com Atrapado o Condenado a vivir.

## Sinopsi
Eric i Ros són un matrimoni amb problemes. Ell té una afecció renal que l'obliga a mantenir tractament hospitalari i diàlisi. Això li provoca impotència temporalment, per la qual raó Ros comença a freqüentar la companyia del metge que tracta l'Eric. Per la seva banda, durant la convalescència Èric s'enamora d'Ingrid, una dissenyadora.

## Repartiment
- Pep Anton Muñoz - Èric
- Carme Elias - Ros
- Charo López - Ingrid Poe
- Josep Minguell - Doctor Gras
- Amparo Moreno - Mamà Marta
- Enric Bentz - Ces
- Ferran Rañé
- Imma Esteban
- Tomàs Mallol
- Arnau Vilardebo

## Reconeixements
Pep Anton Muñoz va rebre el premi al millor actor o actriu per la seva intervenció en pel·lícules catalanes als IV Premis de Cinematografia de la Generalitat de Catalunya.